# Верчелли (провинция)
Верче́лли (итал. Provincia di Vercelli, пьем. Provincia ëd Vërsèj) — провинция в Италии, на северо-востоке региона Пьемонт.
На 1 января 2019 года число входящих в провинцию муниципалитетов — 82.
Граничит на севере со Швейцарией и с провинцией Вербано-Кузио-Оссола; на востоке с провинциями Новара и Павия; на западе с провинциями Турин, Бьелла, Валле-д’Аоста; на юге с провинцией Алессандрия.
Транспорт: На юге провинция пересекается тремя автострадами: с юга на север проходят автострады A4 «Милан-Турин» и A26 «Генуя-Лигурия», их пересекает соединяет и выходит на автостраду А5 автострада А4/5. Через провинцию проходят шесть железных дорог.

## География

### Города
- Аличе-Кастело